# Zgromadzenie Narodowe Korei Południowej
Zgromadzenie Narodowe Republiki Korei (kor. 대한민국 국회, Daehanminguk Gukhoe) – jednoizbowy parlament Republiki Korei, złożony z 300 członków wybieranych na czteroletnią kadencję. W wyborach stosuje się ordynację mieszaną. 253 deputowanych pochodzi z jednomandatowych okręgów wyborczych, gdzie obowiązuje ordynacja większościowa. Pozostałe 47 mandaty przydzielane są w jednym okręgu wielomandatowym, obejmującym cały kraj, zgodnie z zasadami ordynacji proporcjonalnej. Aby wziąć udział w podziale mandatów w okręgu wielomandatowym, partia musi uzyskać przynajmniej 3% głosów lub uzyskać co najmniej 5 mandatów w okręgach jednomandatowych. 
Czynne prawo wyborcze przysługuje obywatelom Republiki Korei mającym ukończone 20 lat. Bierne prawo wyborcze jest od 25 roku życia. W Zgromadzeniu nie mogą zasiadać urzędnicy państwowi i samorządowi, politycy samorządowi/lokalni oraz pracownicy przedsiębiorstw państwowych. Nauczyciele mogą zasiadać w parlamencie tylko jako deputowani bezpartyjni i pod warunkiem zawieszenia na czas kadencji działalności pedagogicznej. Ma to gwarantować neutralność światopoglądową szkół. 

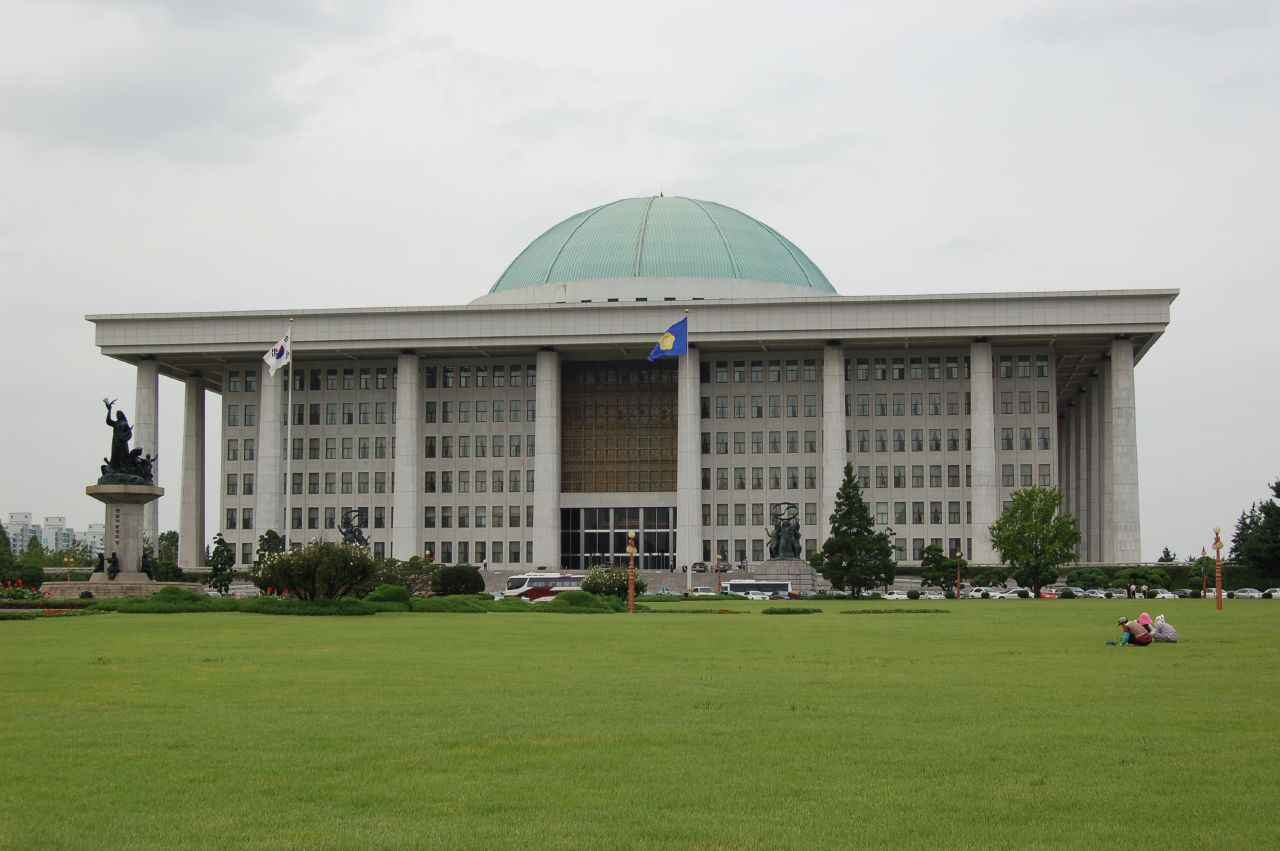
Gmach Zgromadzenia Narodowego w Seulu